# Phaenocarpa mallochi
Phaenocarpa mallochi är en stekelart som beskrevs av Fischer 1974. Phaenocarpa mallochi ingår i släktet Phaenocarpa och familjen bracksteklar. Inga underarter finns listade i Catalogue of Life.